# 114
Aquesta pàgina és per a l'any. Per al nombre, vegeu cent catorze.

## Esdeveniments
- Primer any de l'era Yuanchu de l'Est de la Xina de la dinastia Han.[1]
- Sedeci és succeït per Diògenes com a bisbe de Bizanci.[2]
- S'aixeca l'Arc de Trajà de Benevent.[3]
- El regne d'Osroene esdevé un regne vassall de l'Imperi Romà.[4]
- Trajà envaeix Armènia i el nord de Mesopotàmia.[4]